# Parasemia carpathica
Parasemia carpathica là một loài bướm đêm thuộc phân họ Arctiinae, họ Erebidae.